# Villa Edstrand
Villa Edstrand är ett enfamiljs-sommarhus i två våningar i Falsterbo, som ritats av Sigurd Lewerentz.
Sigurd Lewerentz fick 1933 i uppdrag av paret Oda och Knut Edstrand (1899-1963) att rita en semesterbostad vid Fyrvägen i Falsterbo. Knut Edstrand var son till en av grundarna av Bröderna Edstrand. Huset stod färdigt 1937 efter en långvarig och intensiv diskussion om utformningen mellan beställare och arkitekt.
Ovanvåningen är huvudvåning och innehåller vardagsrum, fyra sovrum, kök och matsal samt två jungfrukammare. I anslutning finns en stor balkong på pelare. I undervåningen finns bland annat entré, herrum, bar, gästrum, garage, tvättstuga och andra biutrymmen. 
Villa Edstrand är på 270 kvadratmeter, uppförd i gult tegel och har en tomt på 1.911 kvadratmeter, som ligger vid golfbanan nära stranden. 

## Bildgalleri

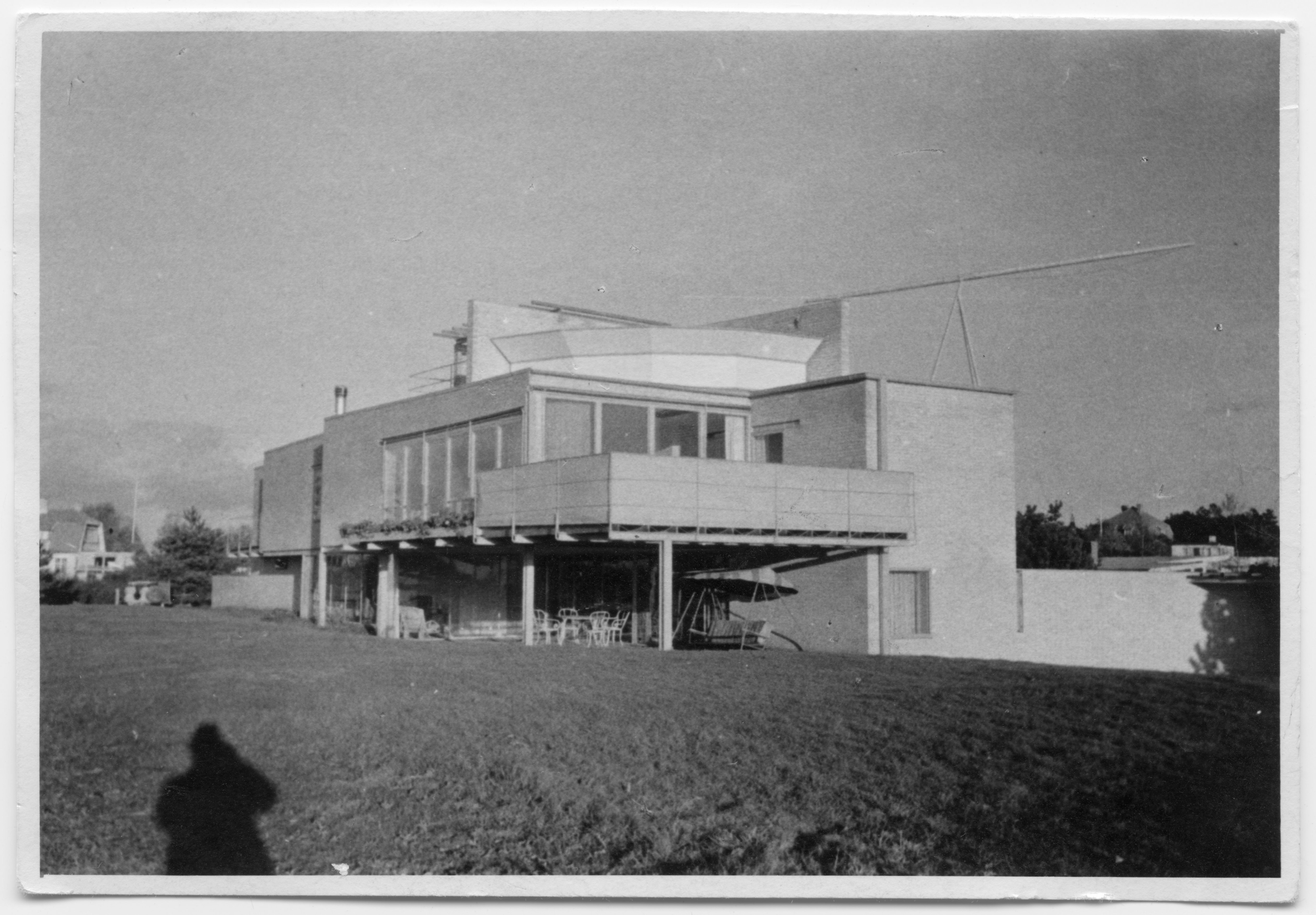
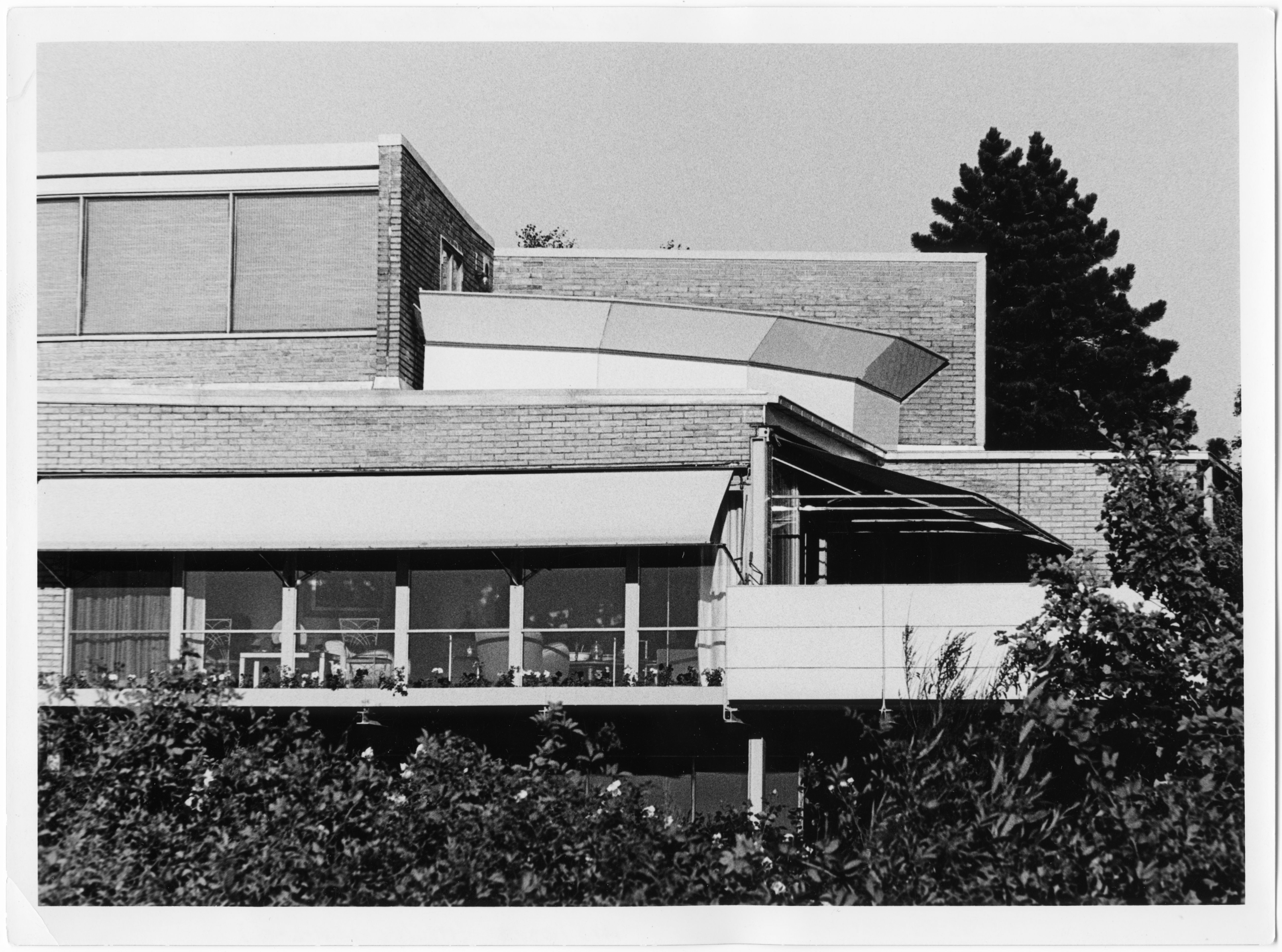
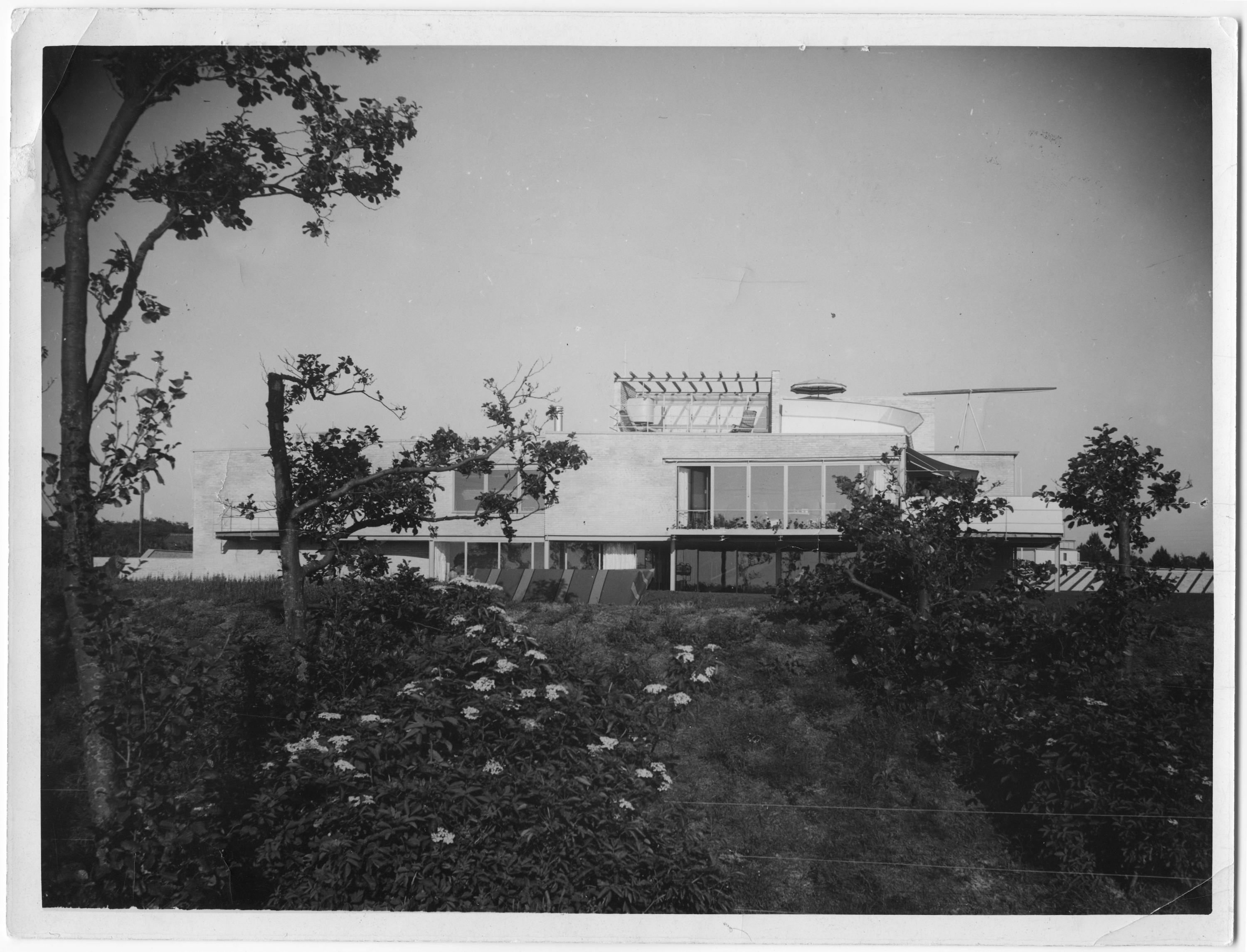
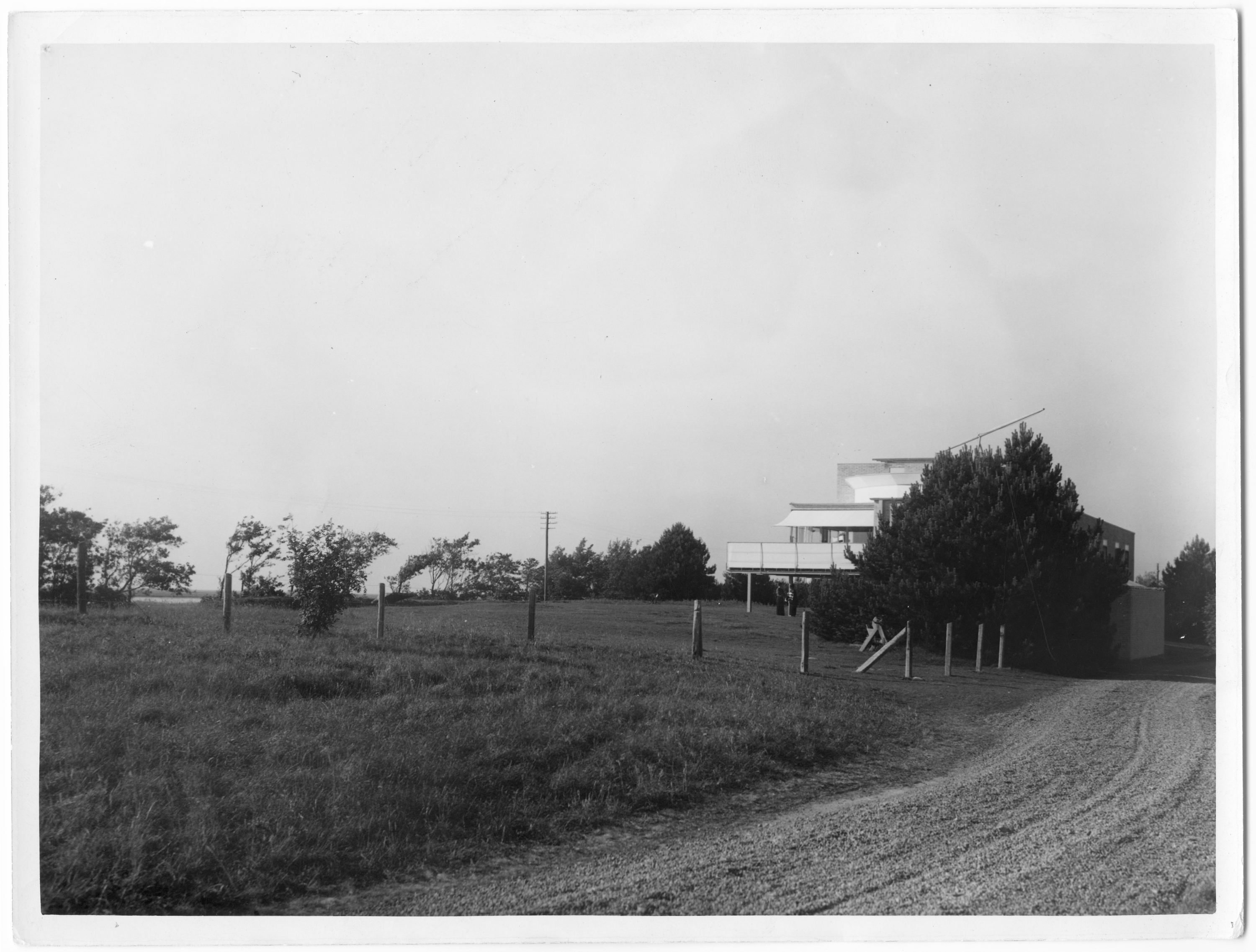
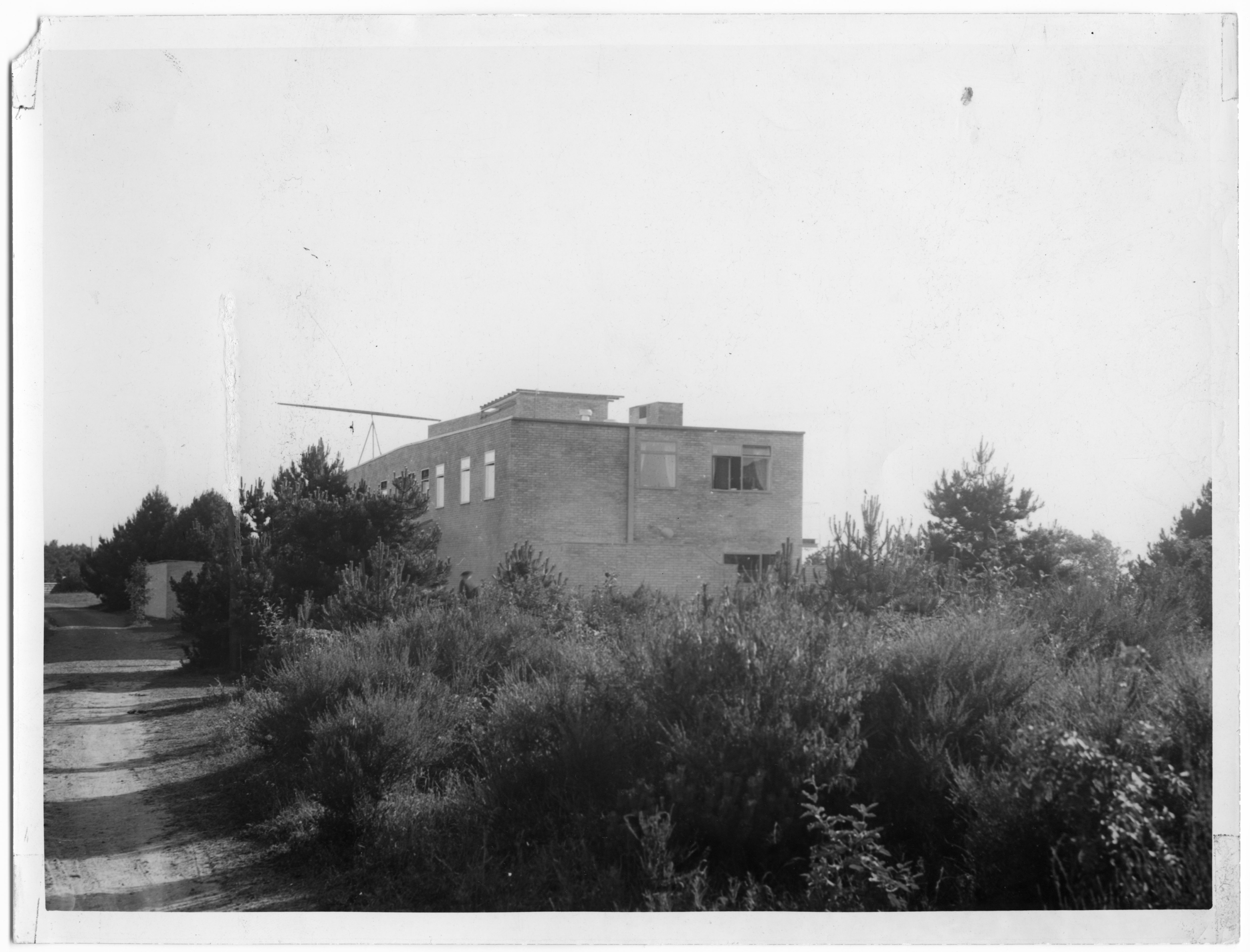
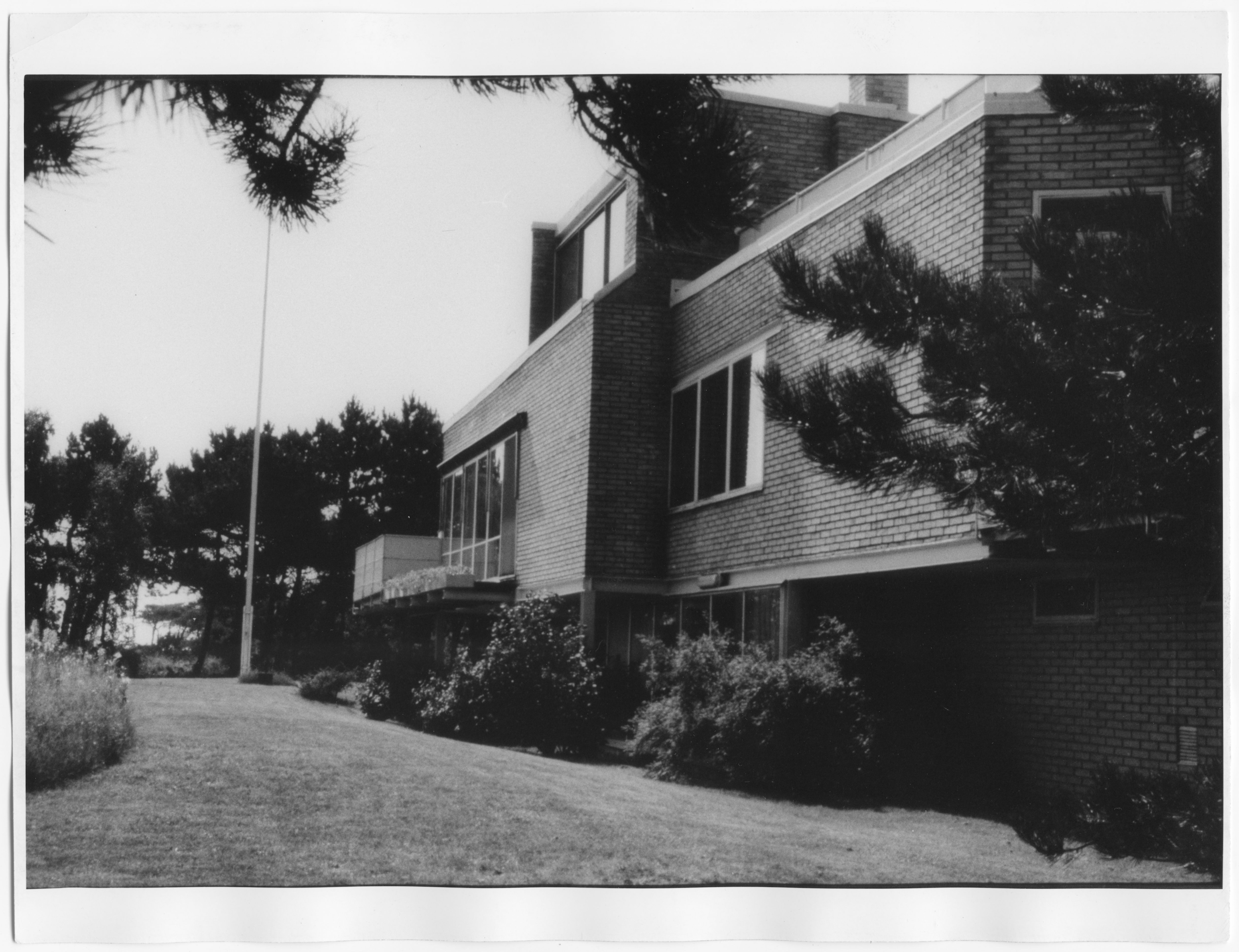
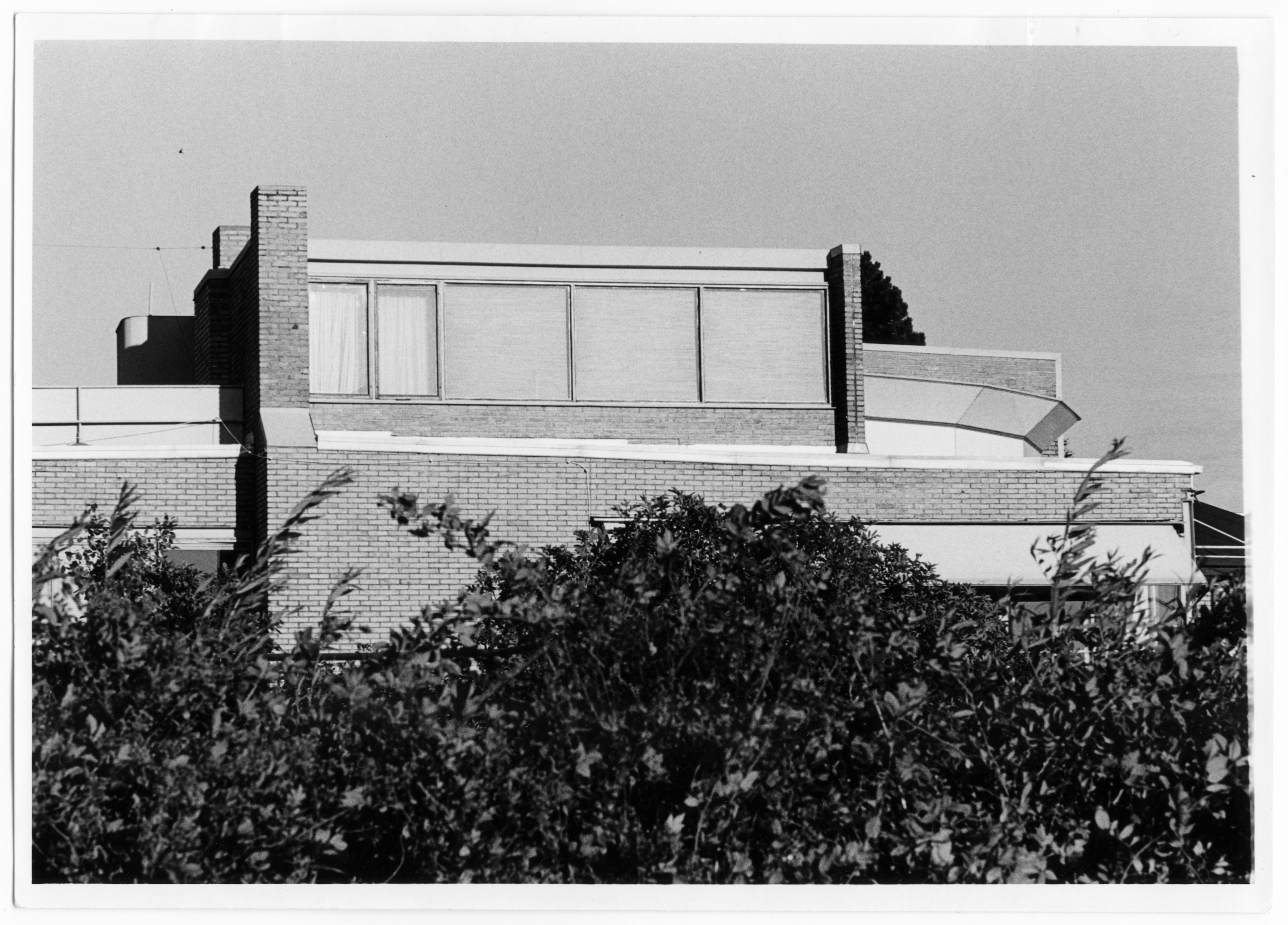
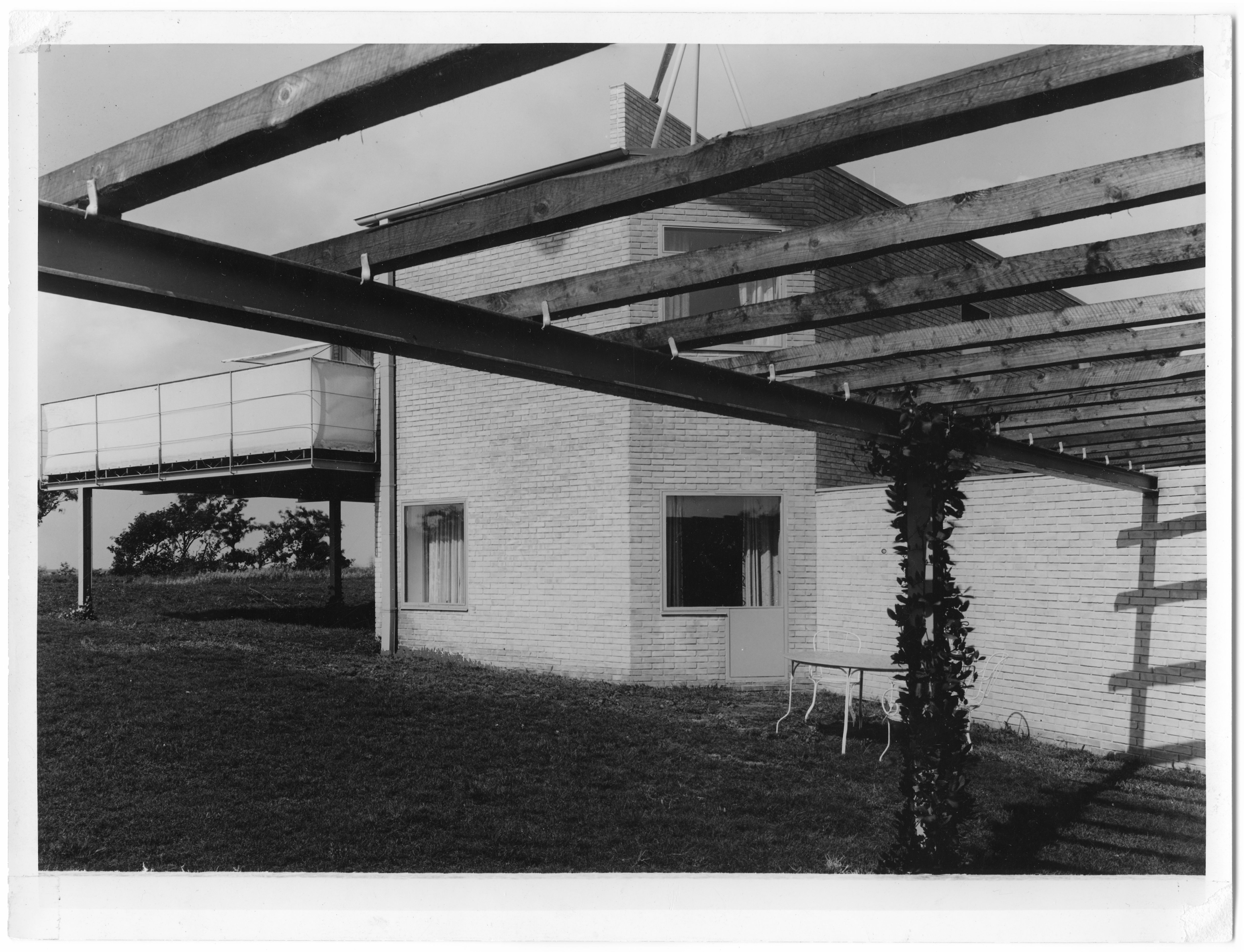
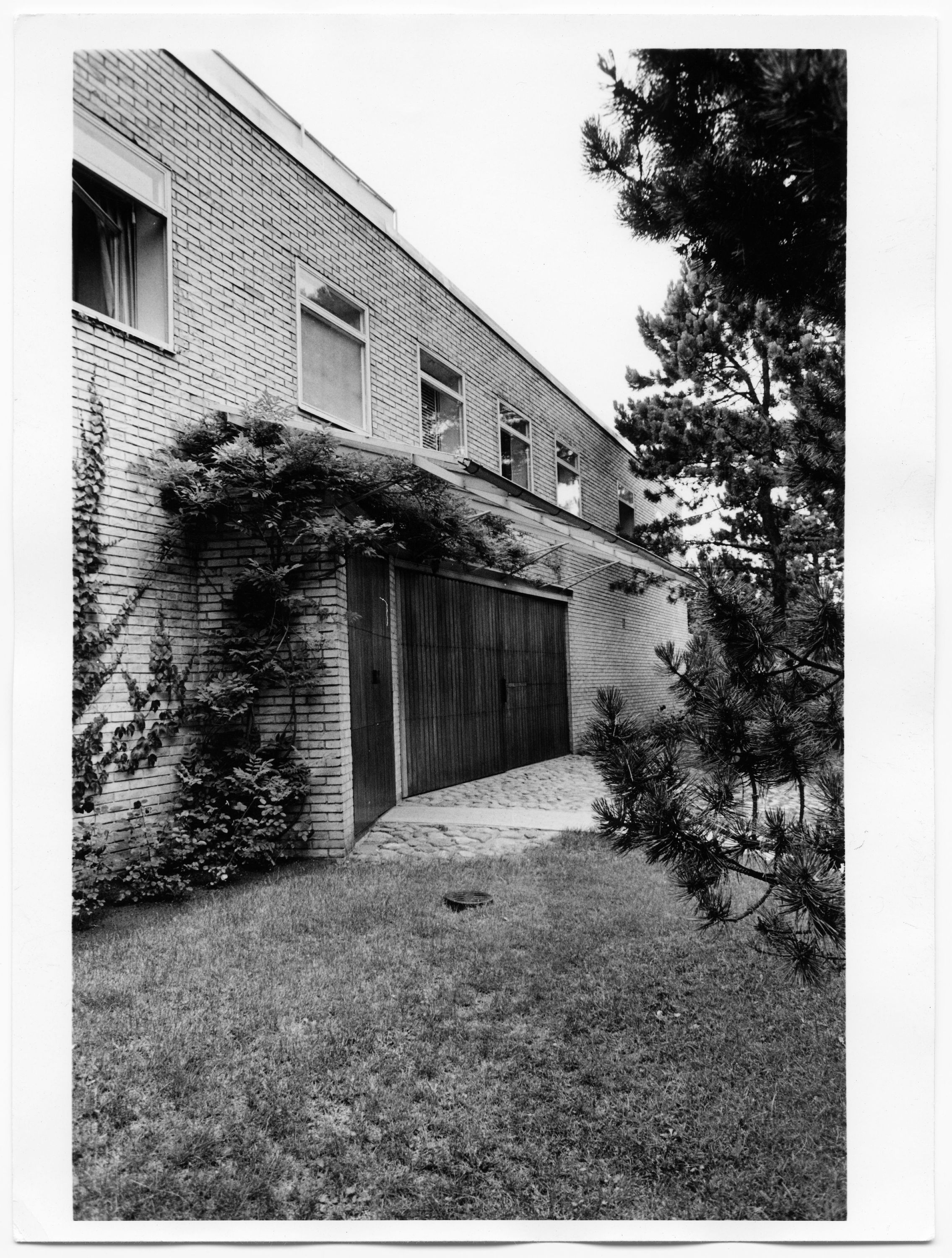
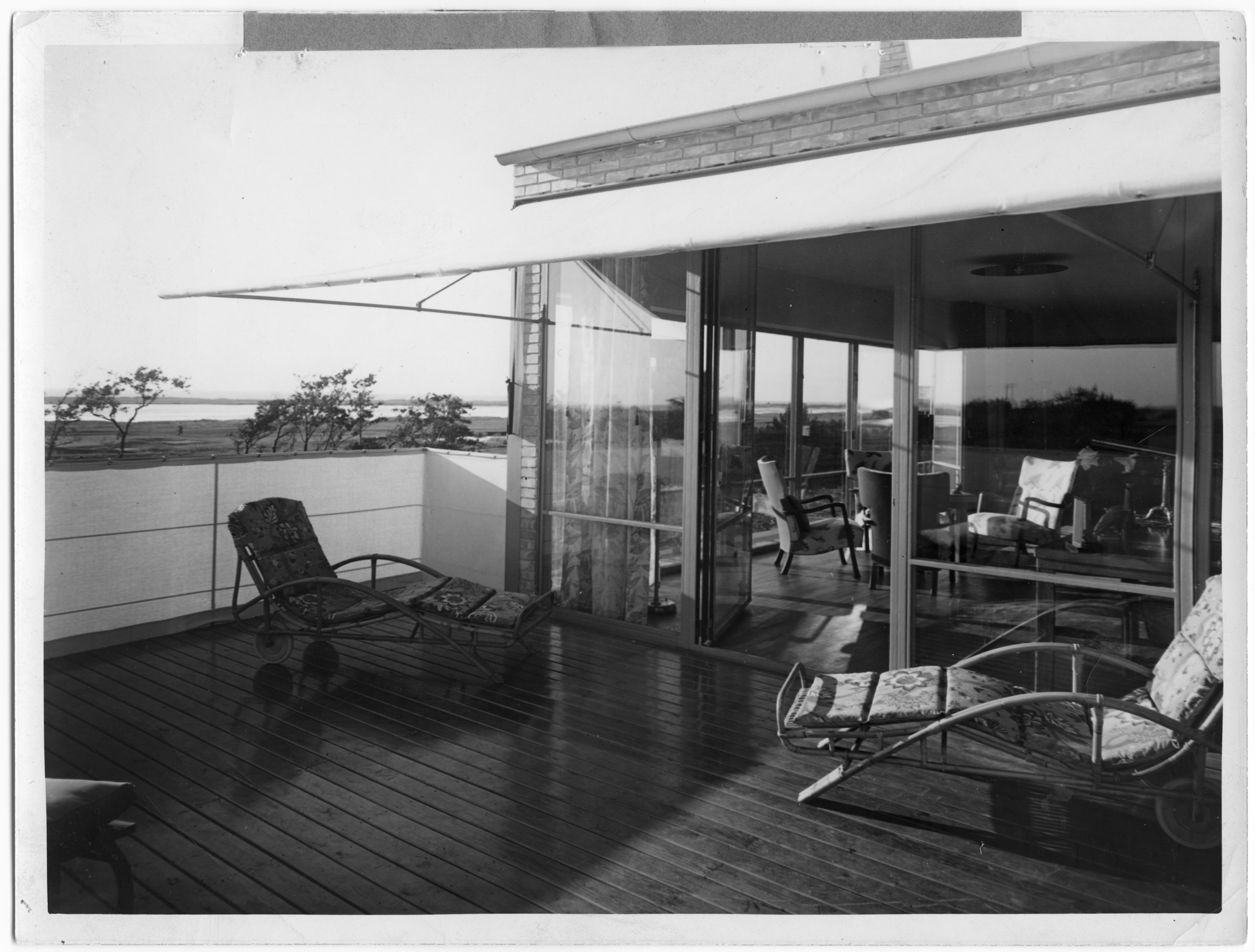
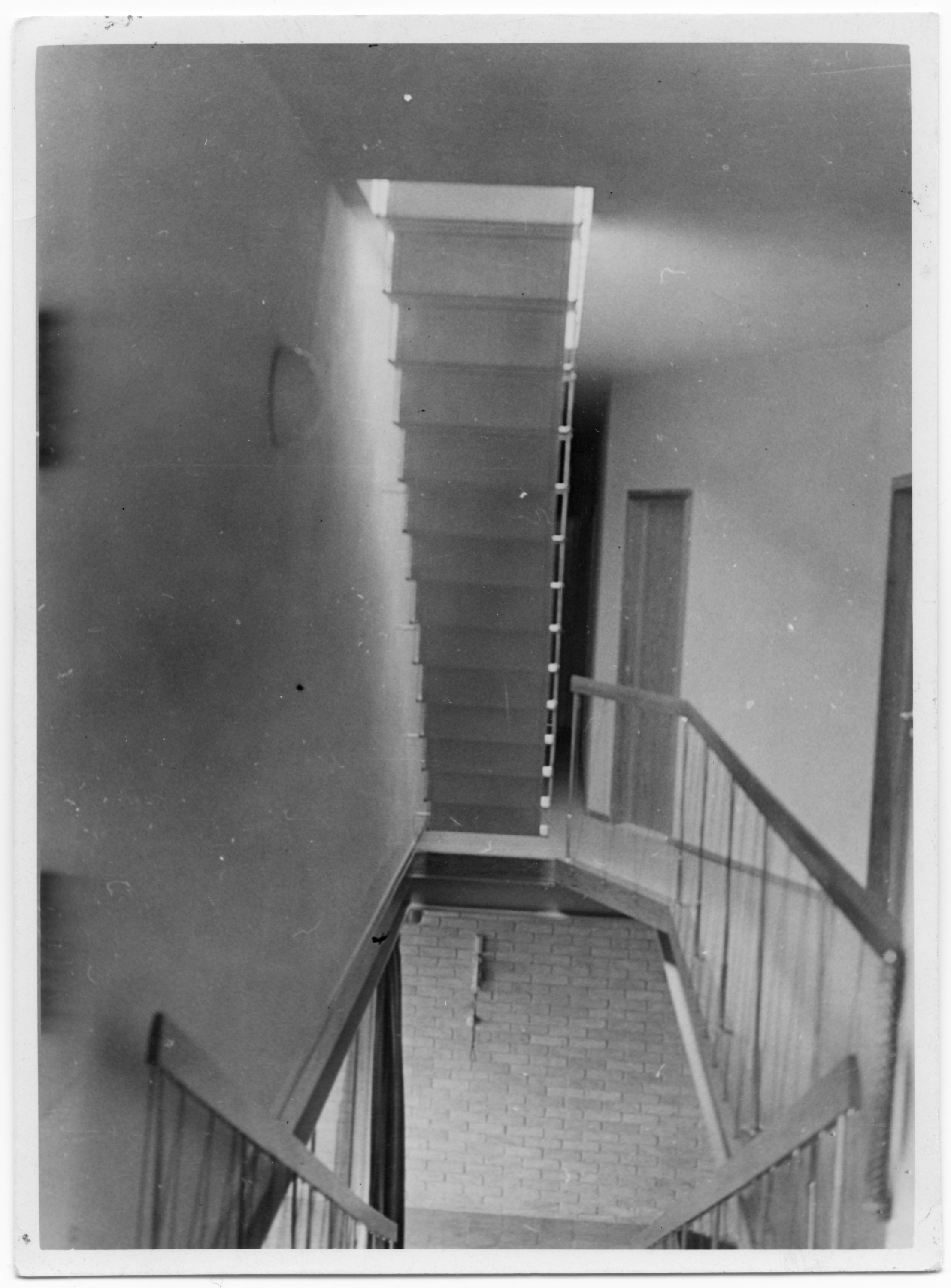
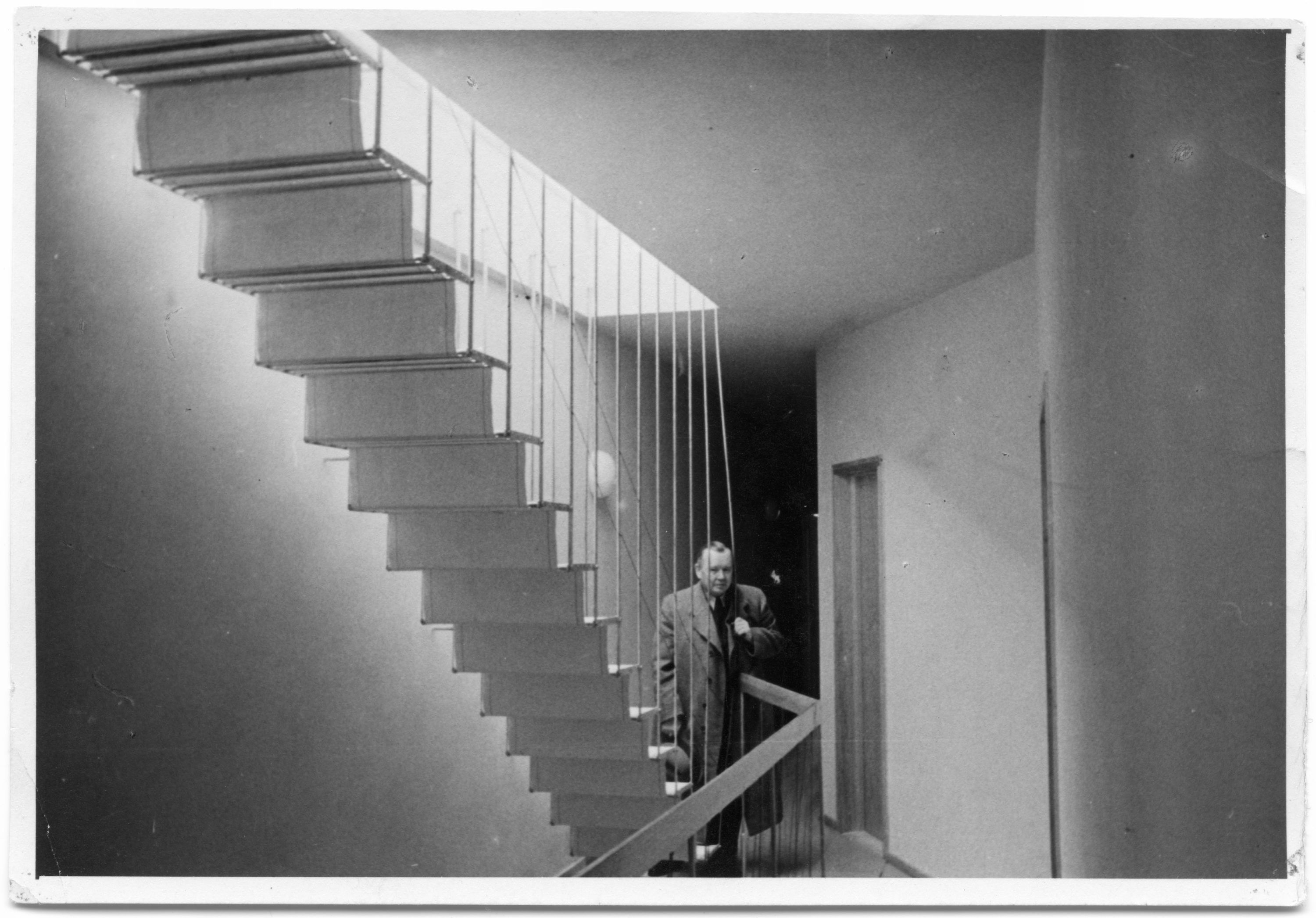